# Compagnie du chemin de fer de Pont-de-la-Deûle à Pont-à-Marcq

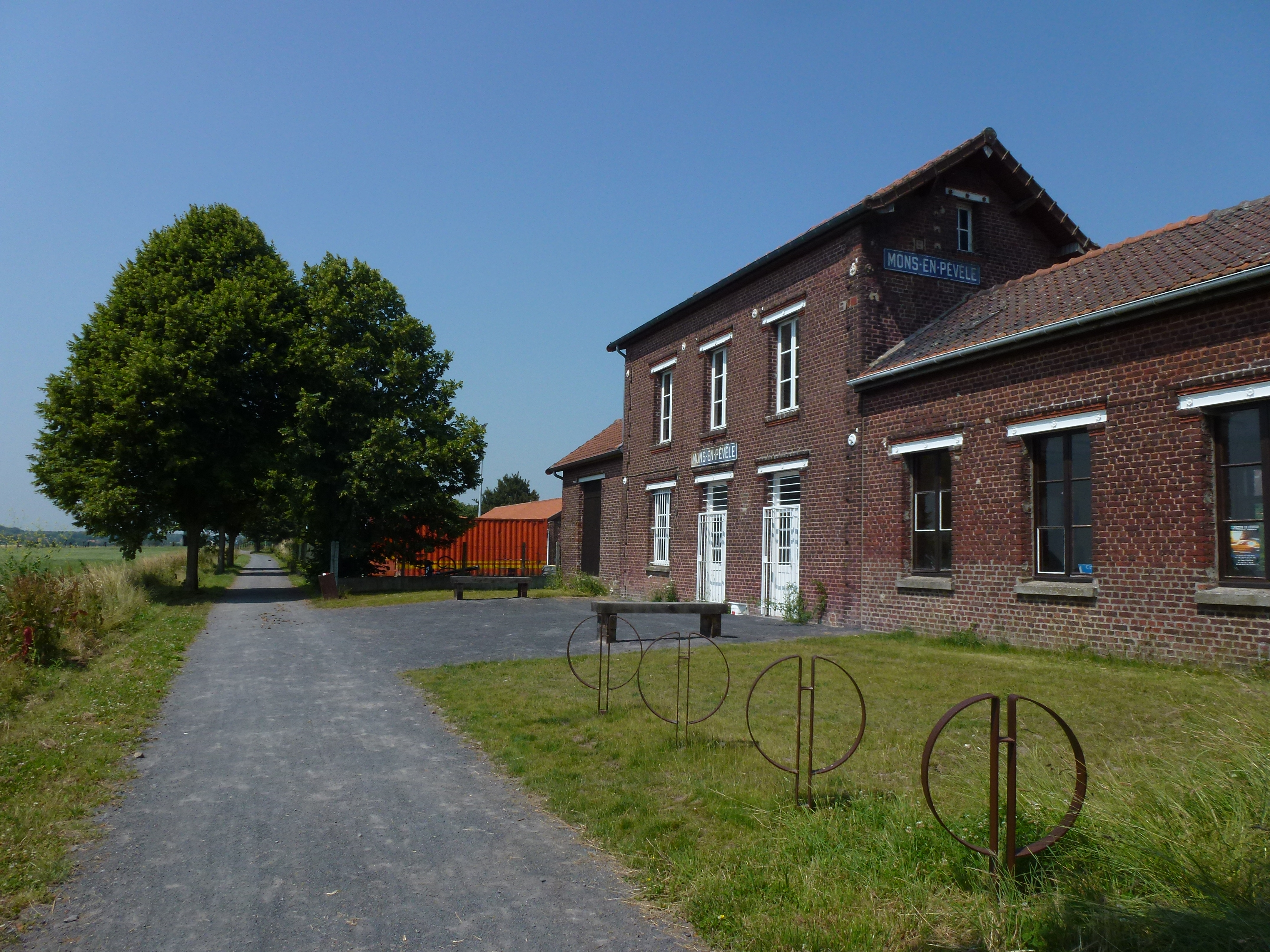
Ancienne gare de Mons-en-Pévèle

La Compagnie du chemin de fer de Pont-de-la-Deûle à Pont-à-Marcq (PDPM appelé familièrement PP) est fondée le 3 novembre 1894 pour construire et exploiter un chemin de fer entre ces deux villes du département du Nord.
Elle est déclarée d'utilité publique par la loi du 9 août 1894, et concédée à M. Albert Lambert pour 75 ans. C'est une ligne à voie normale, écartement de 1,435 m, à voie unique, longue de 29 km, et équipée en rails Vignole sur 25 km. Elle comporte des déclivités maximales de 20 pour mille.
Elle faisait partie des lignes secondaires de chemin de fer à voie normale du Nord - Pas de Calais - Picardie :
- la ligne de Boisleux à Marquion
- chemin de fer d'Achiet à Bapaume et Marcoing
- chemin de fer de Vélu-Bertincourt à Saint-Quentin
- chemin de fer de Roisel à Hargicourt

## Historique de la ligne

### Les origines de la voie

#### La création
La Compagnie du chemin de fer de Pont-de-la-Deûle à Pont-à-Marcq se substitue à M. Alfred Lambert qui a obtenu la concession d'un chemin de fer entre Douai et Pont-à-Marcq. Cette ligne d'intérêt local est une Société anonyme, constituée le 3 novembre 1894, pour quatre vingt-cinq ans et au capital de 580 000 francs, divisé en 1 160 actions de 500 francs. Un traité est signé avec les Chemins de fer du Nord pour fixer les modalités de fourniture de personnel et de matériel. Elle est inaugurée le 1ier septembre 1896.
Elle exploite  la ligne jusqu'à la destruction de celle-ci durant la Première Guerre mondiale. La  Compagnie générale de voies ferrées d'intérêt local (CGL) poursuit l'exploitation en 1921 après la reconstruction de la ligne.
La Compagnie Générale d'Entreprises Ferroviaires et Routières (EFR), nouvelle raison sociale de la CGL, créée en 1954, exploite ensuite la ligne pour le service des marchandises. Elle confie en 1982 à la SNCF, le dernier tronçon existant entre Pont-de-la-Deûle et Thumeries.

#### La fermeture
- 5 novembre 1953. Un arrêté préfectoral suspend le transport de voyageurs entre Pont à Marcq et Bersée. Toutefois, celui-ci continue sur le restant de la ligne entre Bersée et Pont-de-la-Deûle. Le petit train ne passe plus à Mérignies.

- Juin 1955. Le transport des voyageurs est arrêté sur toute la ligne et l'exploitation est reprise par la E.F.R. sur le secteur Pont de la Deûle - Thumerie pour le transport des marchandises.

- 1956. L'autorisation est donnée pour supprimer les barrières du passage à niveau de Mérignies et les remplacer par une signalisation particulière.

- 1982. L'exploitation du secteur Pont de la Deûle - Thumeries est confiée à la S.N.C.F. Celle-ci met en service des locotracteurs diesel.

- 1993. Arrêt complet du trafic et désaffectation de la ligne entre Thumeries et Pont de la Deûle. L'entreprise Beghin revend ses locomotives.

Aujourd'hui, la ligne est déposée et l'infrastructure est transformée en voie verte de la Pévèle.

### La ligne
La ligne, Pont-de-la-Deûle - Pont-à-Marcq, longue de 29 km, a été ouverte le 10 septembre 1896 était composée des sections suivantes :
- Pont-de-la-Deûle - Thumeries : fermeture le 1er juin 1955 (voyageurs) et en 1993 (marchandises)[2] ; Les gares et arrêts : Pont de la Deûle, Auby, Roost-Warendin (ar), Raimbeaucourt, Raimbeaucourt (ar), Moncheaux, L'Olizier la Pétrie, Thumeries.

- Thumeries - Bersée : fermeture le 1er juin 1955 (voyageurs) et le 16 janvier 1980 (marchandises) ; Les gares et arrêts : Thumeries, Deux Villes (ar), Mons en Pévèle, Sec Mont (garage et Ar), Faumont, Bersée.

- Bersée - Pont-à-Marcq: fermeture le 5 novembre 1953 (voyageurs)[3] et le 2 novembre 1977 (marchandises). Les gares et arrêts : Bersée, Le Pavé de Bersée (ar), Mérignies, Tourmignies (garage), La Treupe (ar), Pont à Marcq - Route Nationale (ar), Pont à Marcq.

Les garages sont des arrêts avec service de marchandises pour un wagon complet avec une voie d’évitement, non pour se croiser, mais pour recevoir quelques wagons à Deux Villes, Sec Mont et Tourmignies. Chaque garage prévoit une demi-lune capable de recevoir 15 wagons.

### L'espacement des trains
Pour éviter le rattrapage de deux trains successifs, on attendait le «délai habituel» que mettait un train entre deux gares avant d’expédier le second.
Cette mesure était complétée par l’obligation, en cas d’arrêt intempestif, de protéger la rame ainsi stationnée par des pétards posés sur la voie à distance suffisante pour permettre l’arrêt de la rame suivante.
Il était même préconisé, dans cette situation, de poser des pétards à l’arrière et à l’avant du train (deux agents accompagnaient chaque rame pour l’exécution de cette règle).

### Système de sécurité de la voie unique
Dans chacune des gares : Pont de la Deule, Thumeries, Faumont, Bersée et Pont-à-Marcq, les installations permettaient de faire croiser deux trains (voie d'évitement). Le danger était que deux trains soient envoyés sur la même section de ligne et se retrouvent en face à face. Pour éviter ce problème, la sécurité était réglée par la plaque pilote. Sur chaque tronçon existait une et une seule plaque pilote (plaque de cuivre poinçonnée du nom des gares encadrantes et de forme différente selon les tronçons). Aucun mécanicien ne pouvait s’engager entre deux gares s’il ne possédait pas la plaque pilote. Comme elle était unique, il ne pouvait y avoir qu’un seul train par tronçon. Des dérogations à cette règle étaient accordées lorsqu’il y avait plusieurs trains dans le même sens. Seul le dernier train emportait la plaque. Pour les trains précédents, le chef de gare présentait la plaque au mécanicien et lui remettait un ordre écrit l’autorisant à s’engager sur la voie.

## Les gares
Chaque gare comporte un bâtiment avec logement de fonction à l’étage.
La ligne comprenait les gares suivantes : Pont-à-Marcq - Tourmignies (détruite) - Mérignies - Bersée- Faumont - Mons-en-Pévèle- Thumeries (détruite) - Moncheaux (détruite) -  Raimbeaucourt (détruite) - Roost-Warendin (détruite)- Pont-de-la-Deûle

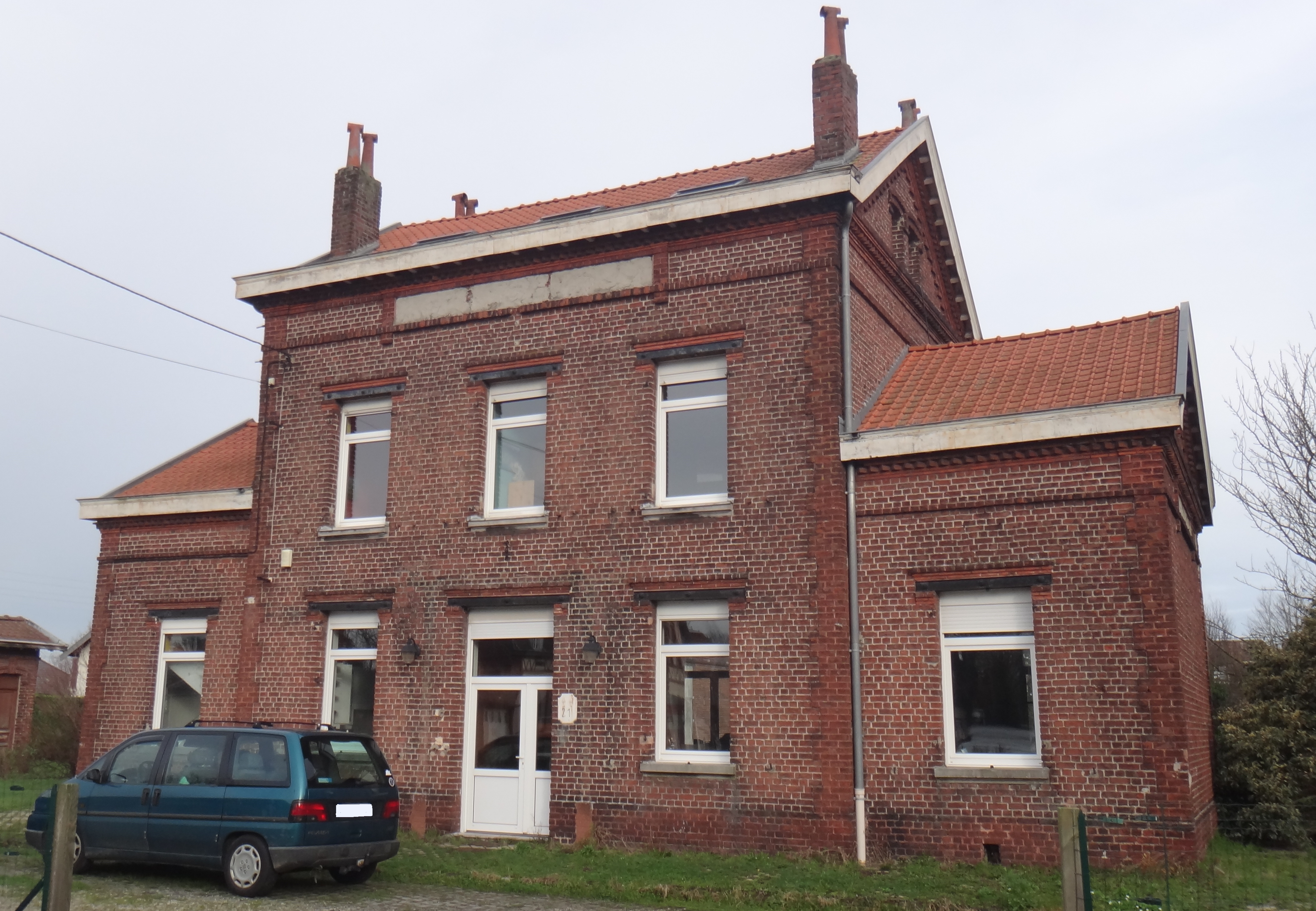
La gare de Pont à Marcq devenue habitation.
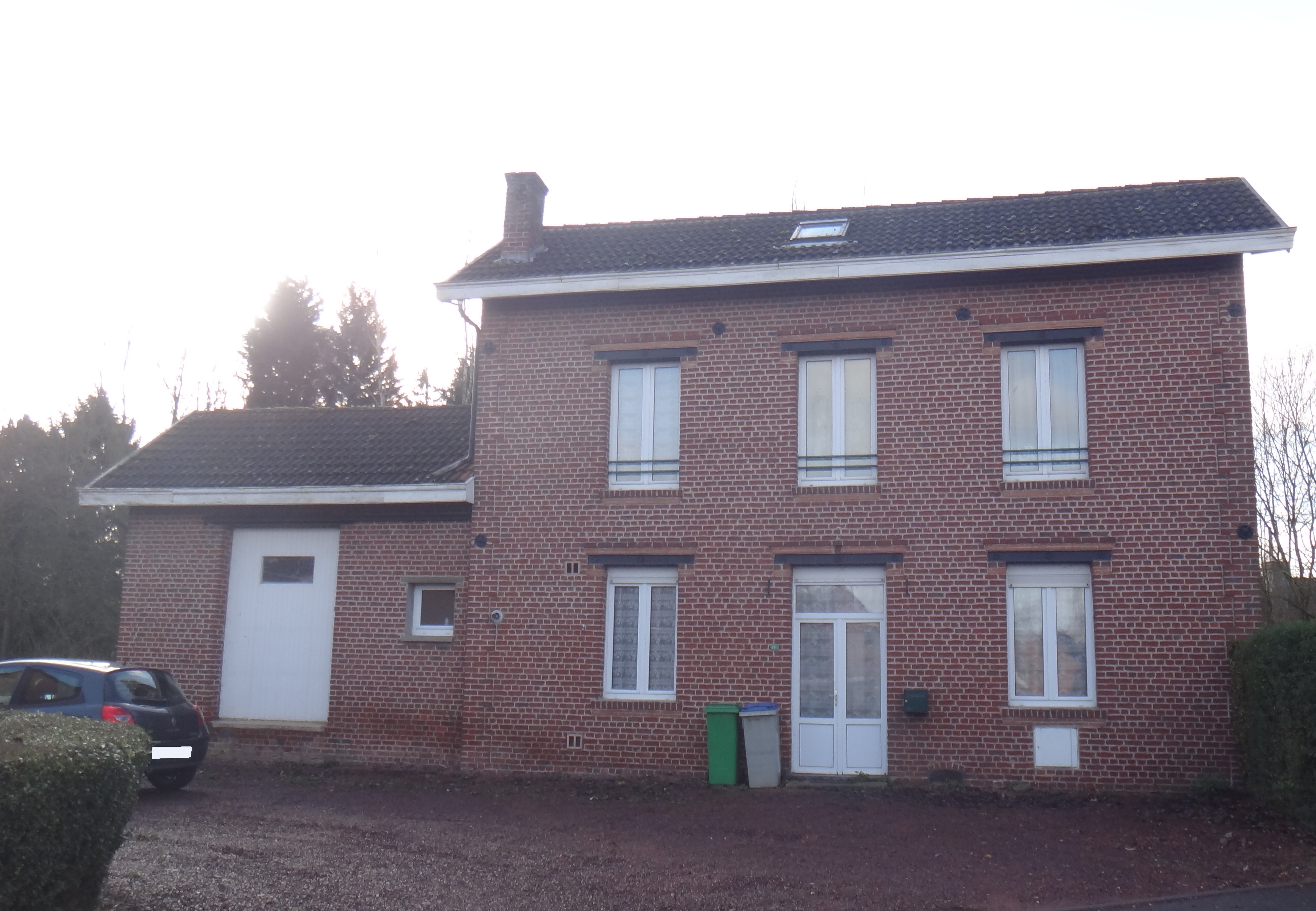
La gare de Mérignies devenue habitation.
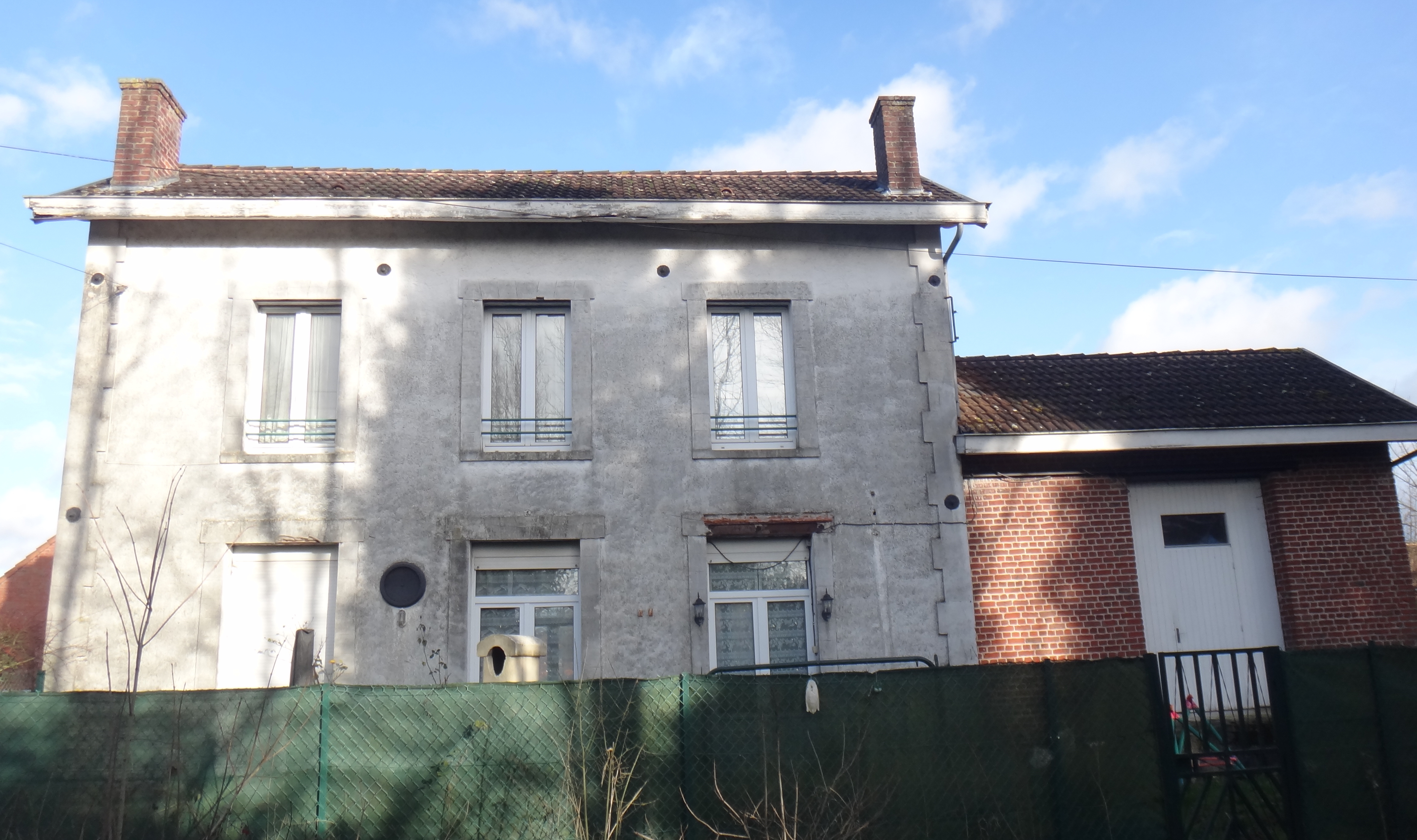
La gare de Mérignies-côté voie.
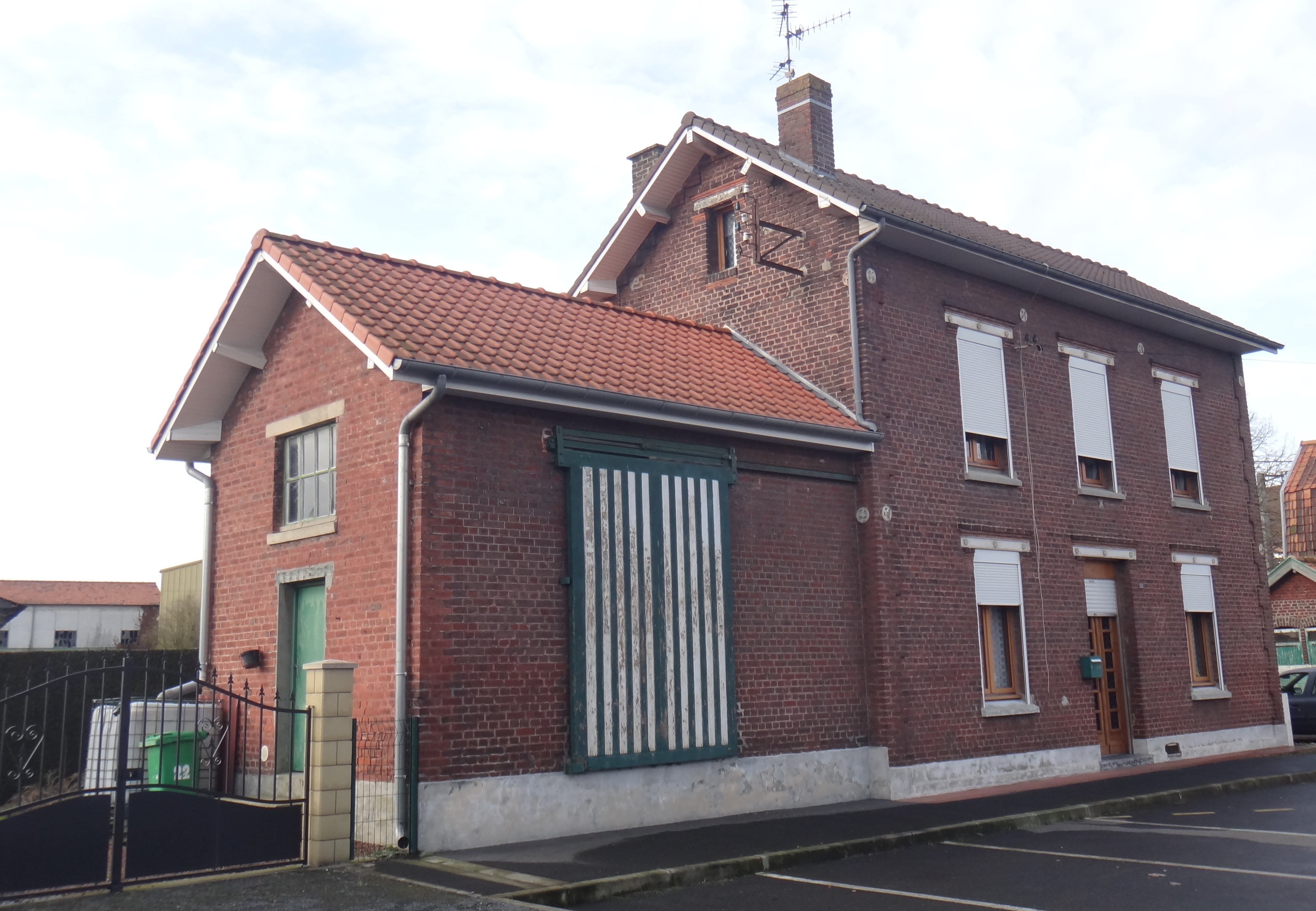
La gare de Bersée devenue habitation.
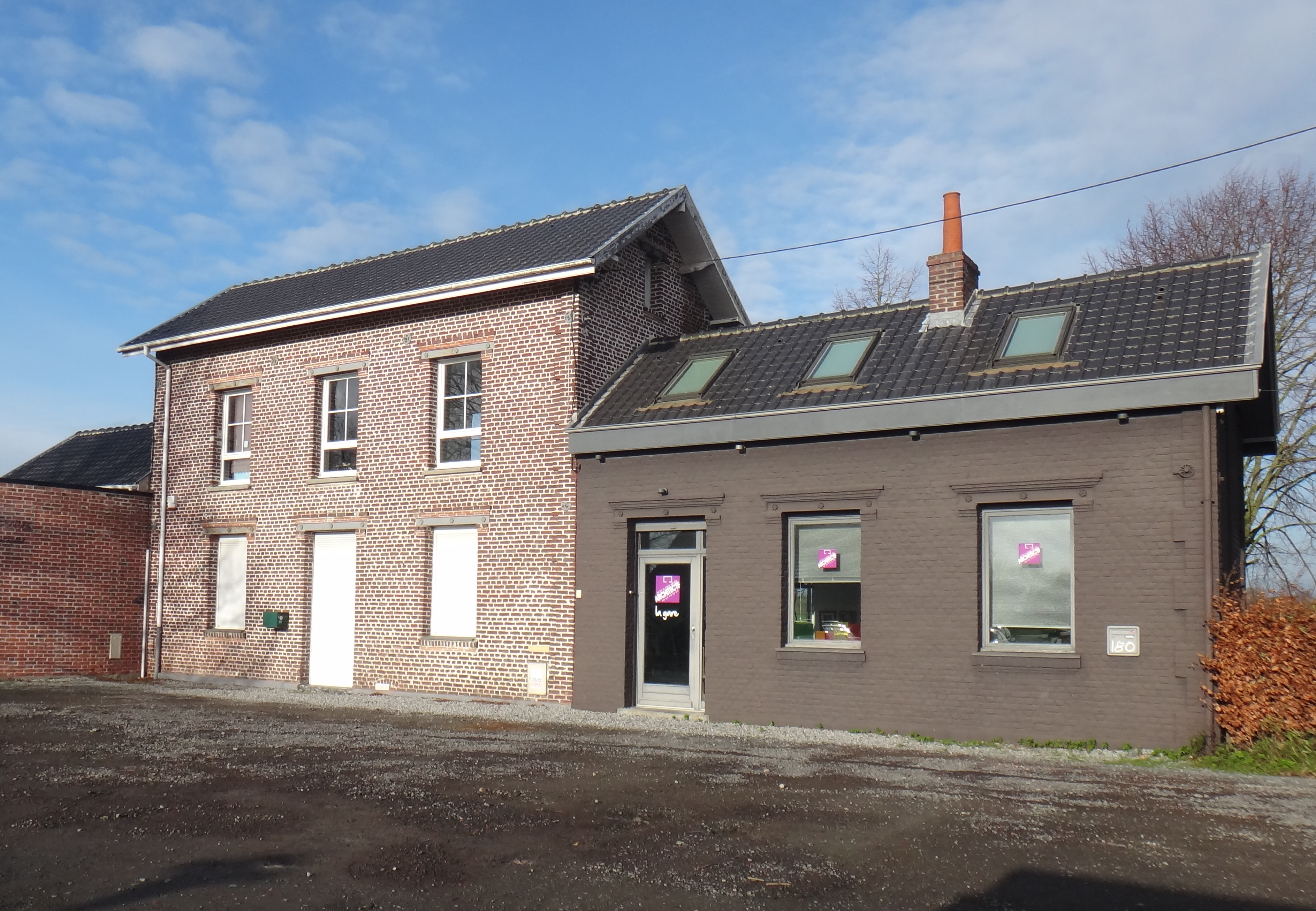
La gare de Faumont devenue Médiathéque.
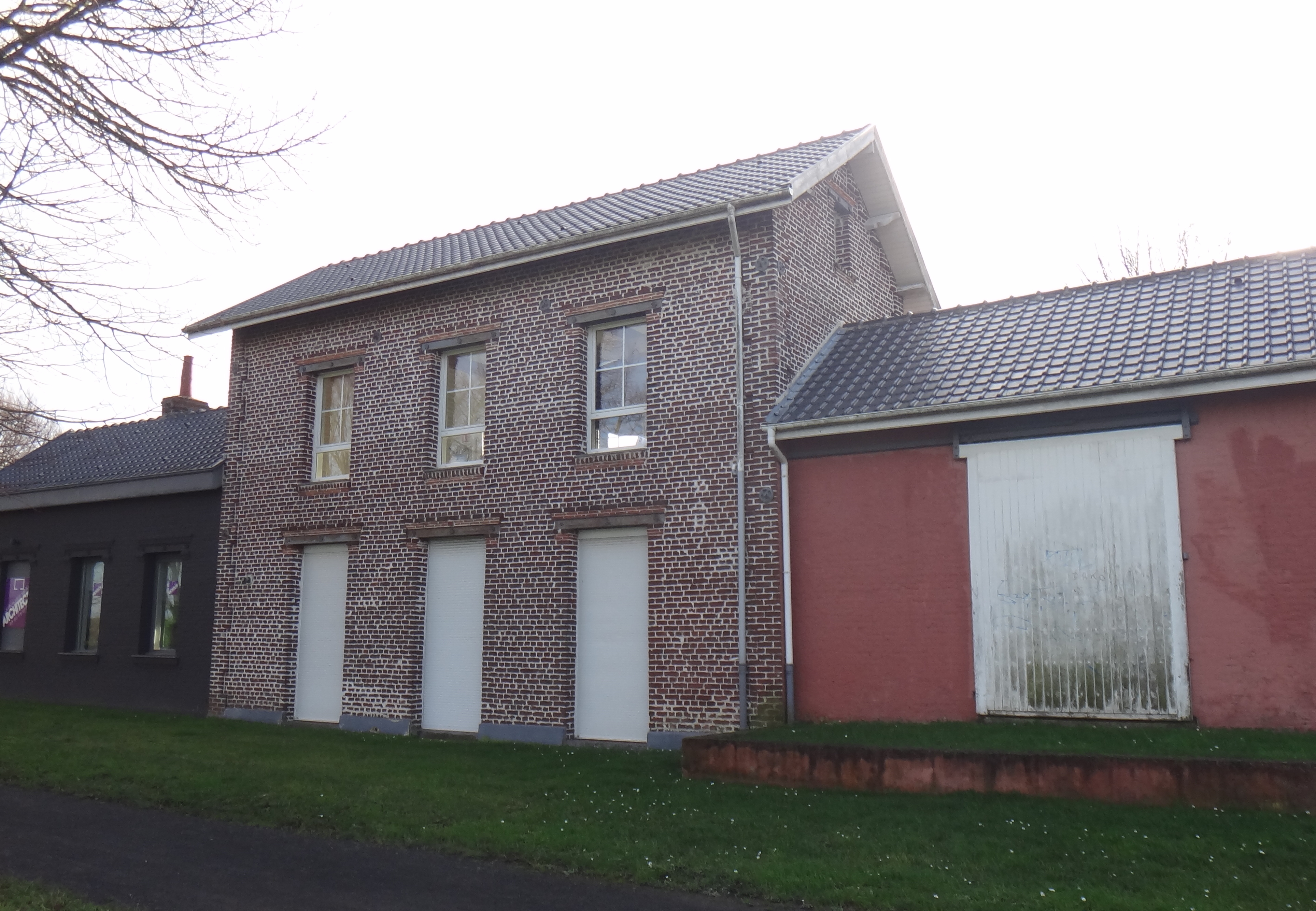
La gare de Faumont-côté voie.
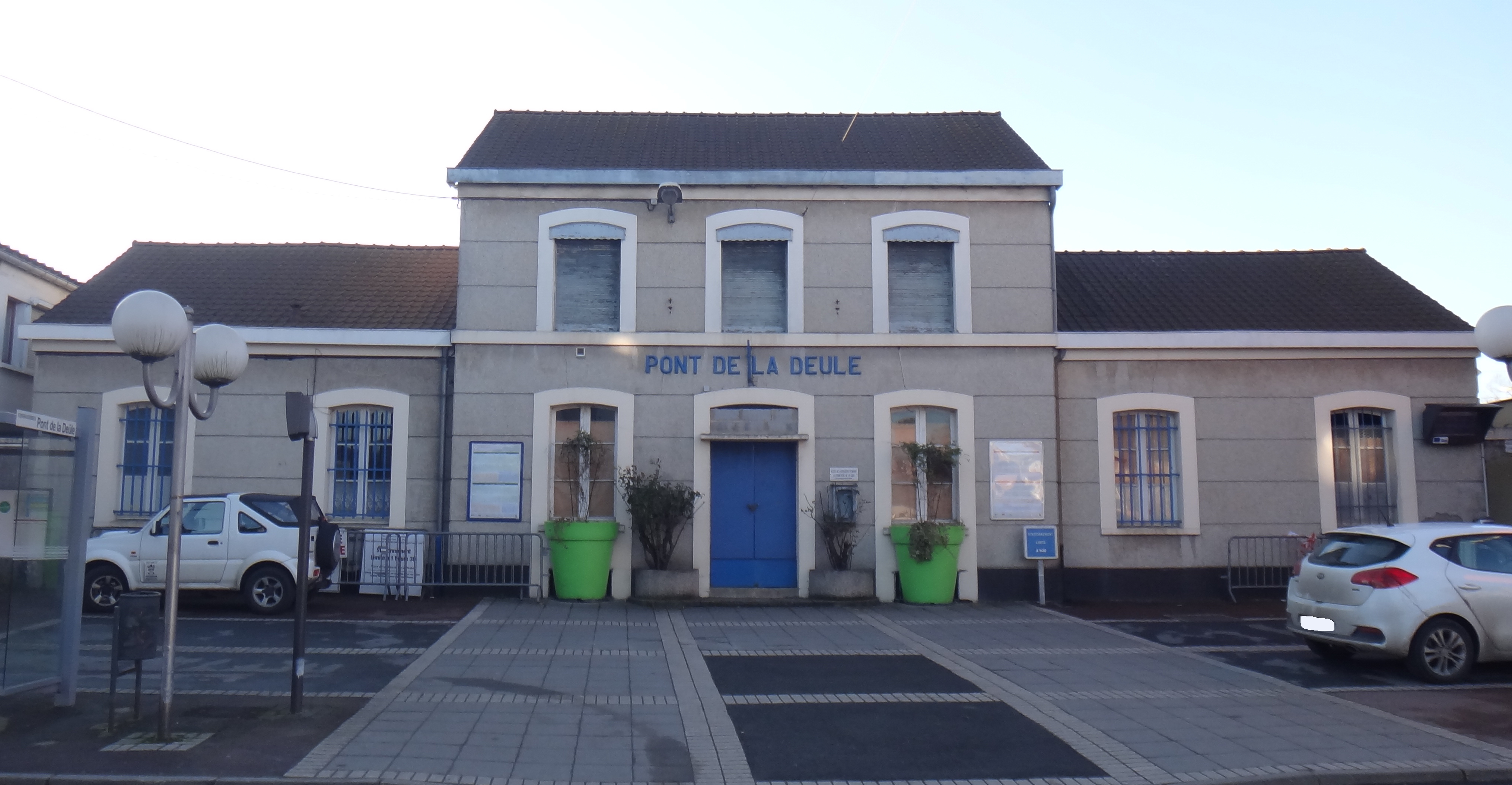
La gare de Pont de la Deûle devenue halte SNCF.
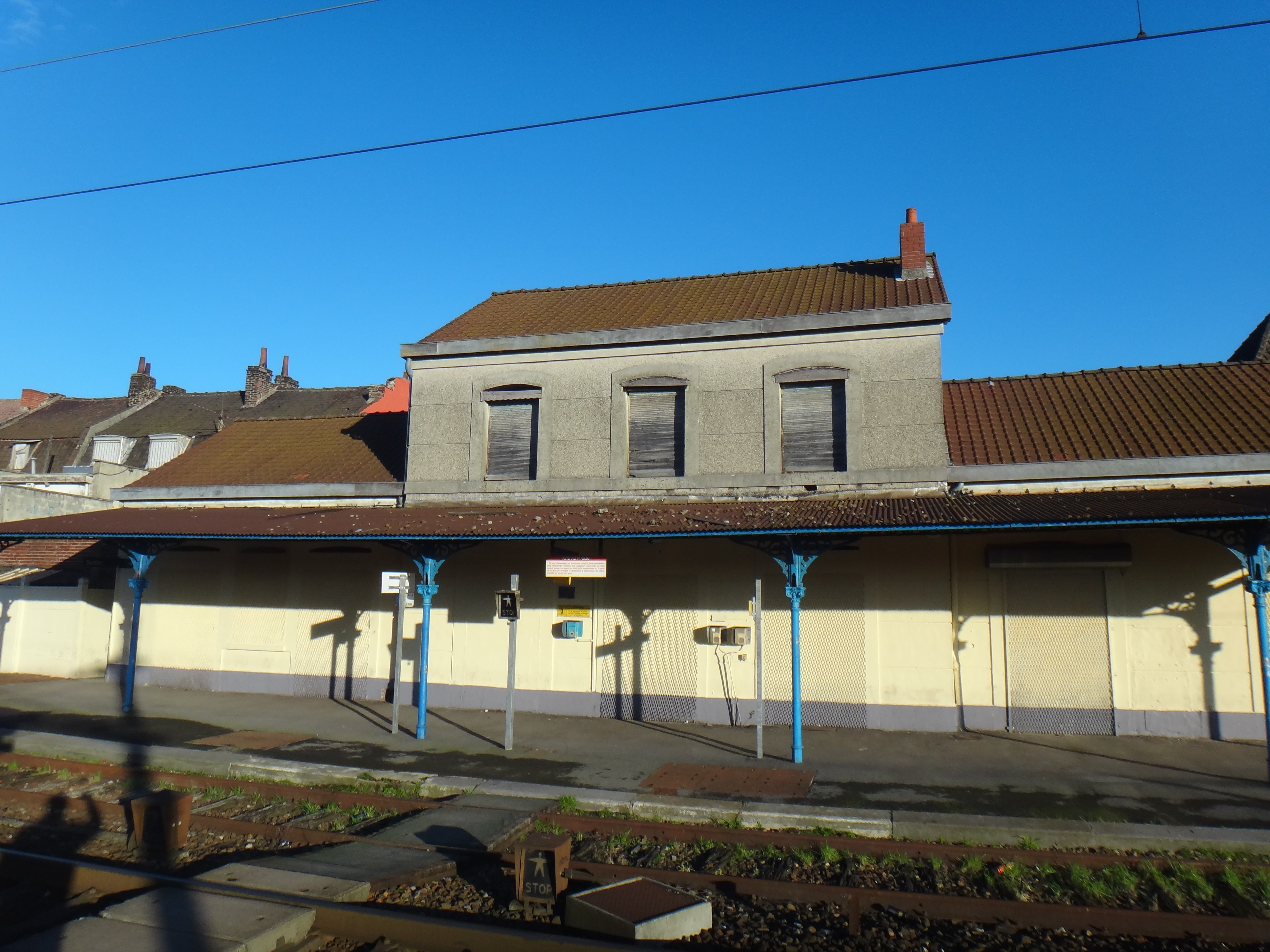
La gare de Pont de la Deûle-côté voie.

## Le matériel roulant

### Les locomotives à vapeur
En 1932, la traction est assurée par deux locomotives à vapeur initialement prêtées par la Compagnie du Nord, des 030T 
Ensuite, le matériel roulant comprenait des locomotives à vapeur no 51 à 53, type 131T, livrées par Corpet-Louvet en 1933, (no  de construction : 1822 à 1824 ).

### Les autorails
En 1953, la CGL achète un autorail Billard A 75 D n° 916 des CFD avec le n° 21 sur ce réseau, pour assurer le transport de voyageurs, où il a l'occasion de rouler en interpénétration sur les voies SNCF. Victime en 1955 de la suppression des désertes voyageurs, il est alors muté vers le réseau du Pas de Calais, sur la Ligne de Boisleux à Marquion. En 1963, Il sera ensuite revendu à la Compagnie de chemins de fer départementaux pour leur réseau du Morvan.

### Les matériels remorqués
Les services de transport de voyageurs était assuré par six voitures de 20 à 45 places, et celui des marchandises par 48 wagons de 10 t. Le trafic alimentait essentiellement la sucrerie Béghin par l’apport des betteraves à sucre, et le retour de la pulpe aux fournisseurs de betteraves, le transport du sucre, du charbon et des pierres à chaux. Il existait également un trafic de semences sur Bersée pour l'entreprise Blondeau.

## Les horaires
En 1935, il y avait quatre allers et retours quotidiens contre trois en 1925. Compte tenu des courbes, du profil, et de la signalisation, la vitesse de la ligne était de 30 km/h, ce que confirme les horaires (1 h 30 pour 29 km en tenant compte des arrêts).
| 165 - DOUAI, PONT DE LA DEULE à PONT A MARCQ - Août 1928 | 165 - DOUAI, PONT DE LA DEULE à PONT A MARCQ - Août 1928 | 165 - DOUAI, PONT DE LA DEULE à PONT A MARCQ - Août 1928 | 165 - DOUAI, PONT DE LA DEULE à PONT A MARCQ - Août 1928 | 165 - DOUAI, PONT DE LA DEULE à PONT A MARCQ - Août 1928 | 165 - DOUAI, PONT DE LA DEULE à PONT A MARCQ - Août 1928 | 165 - DOUAI, PONT DE LA DEULE à PONT A MARCQ - Août 1928 | 165 - DOUAI, PONT DE LA DEULE à PONT A MARCQ - Août 1928 | 165 - DOUAI, PONT DE LA DEULE à PONT A MARCQ - Août 1928 | 165 - DOUAI, PONT DE LA DEULE à PONT A MARCQ - Août 1928 | 165 - DOUAI, PONT DE LA DEULE à PONT A MARCQ - Août 1928 |
| pk                                                       | Gares                                                    |                                                          |                                                          |                                                          |                                                          | Gares                                                    |                                                          |                                                          |                                                          |                                                          |
| -------------------------------------------------------- | -------------------------------------------------------- | -------------------------------------------------------- | -------------------------------------------------------- | -------------------------------------------------------- | -------------------------------------------------------- | -------------------------------------------------------- | -------------------------------------------------------- | -------------------------------------------------------- | -------------------------------------------------------- | -------------------------------------------------------- |
|                                                          | Douai                                                    |                                                          | 7 00                                                     | 13 23                                                    | 18 56                                                    | Pont à Marcq                                             |                                                          | 5 00                                                     | 10 45                                                    | 16 46                                                    |
| 0                                                        | Pont de la Deûle                                         | arr                                                      | 7 06                                                     | 13 29                                                    | 19 02                                                    | Pont à Marcq - Route Nationale (arrêt)                   |                                                          | 5 03                                                     | 10 48                                                    | 16 49                                                    |
| 0                                                        | Pont de la Deûle                                         | dép                                                      | 7 10                                                     | 1330                                                     | 19 03                                                    | La Treupe (arrêt)                                        |                                                          | 5 06                                                     | 10 51                                                    | 16 52                                                    |
|                                                          | Auby                                                     |                                                          | 7 12                                                     | 13 34                                                    | 19 07                                                    | Tourmignies (garage)                                     |                                                          | 5 10                                                     | 10 54                                                    | 16 54                                                    |
| 2,8                                                      | Roost Warendin (arrêt)                                   |                                                          | 7 17                                                     | 13 38                                                    | 19 10                                                    | Mérignies                                                |                                                          | 5 15                                                     | 10 59                                                    | 16 59                                                    |
| 4,6                                                      | Raimbeaucourt                                            |                                                          | 7 33                                                     | 13 43                                                    | 19 14                                                    | Le Pavé de Bersée (arrêt)                                |                                                          | 5 20                                                     | 11 04                                                    | 17 03                                                    |
|                                                          | Raimbeaucourt (arrêt)                                    |                                                          | 7 36                                                     | 13 45                                                    | 19 16                                                    | Bersée                                                   |                                                          | 5 24                                                     | 11 10                                                    | 17 06                                                    |
| 7,2                                                      | Moncheaux                                                |                                                          | 7 33                                                     | 13 51                                                    | 19 22                                                    | Faumont                                                  |                                                          | 5 30                                                     | 11 17                                                    | 17 12                                                    |
|                                                          | L'Olizier la Pétrie (arrêt)                              |                                                          | 7 37                                                     | 13 54                                                    | 19 25                                                    | Sec Mont (garage) (arrêt)                                |                                                          | 5 34                                                     | 11 21                                                    | 17 15                                                    |
| 10,8                                                     | Thumeries                                                |                                                          | 7 53                                                     | 14 13                                                    | 19 38                                                    | Mons en Pévèle                                           |                                                          | 5 40                                                     | 11 27                                                    | 17 23                                                    |
|                                                          | Deux Villes (arrêt)                                      |                                                          | 7 57                                                     | 14 16                                                    | 19 41                                                    | Deux Villes (arrêt)                                      |                                                          | 5 44                                                     | 11 31                                                    | 17 37                                                    |
| 13,4                                                     | Mons en Pévèle                                           |                                                          | 8 05                                                     | 14 21                                                    | 19 46                                                    | Thumeries                                                |                                                          | 5 57                                                     | 11 41                                                    | 17 34                                                    |
|                                                          | Sec Mont (garage) (arrêt)                                |                                                          | 8 10                                                     | 14 25                                                    | 19 50                                                    | L'Olizier la Pétrie (arrêt)                              |                                                          | 6 03                                                     | 11 47                                                    | 17 30                                                    |
| 17,9                                                     | Faumont                                                  |                                                          | 8 15                                                     | 14 30                                                    | 19 55                                                    | Moncheaux                                                |                                                          | 6 07                                                     | 11 51                                                    | 17 42                                                    |
| 19,8                                                     | Bersée                                                   |                                                          | 8 23                                                     | 14 37                                                    | 20 01                                                    | Raimbeaucourt (arrêt)                                    |                                                          | 6 12                                                     | 11 56                                                    | 17 47                                                    |
|                                                          | Le Pavé de Bersée (arrêt)                                |                                                          | 8 26                                                     | 14 40                                                    | 20 04                                                    | Raimbeaucourt                                            |                                                          | 6 17                                                     | 12 00                                                    | 17 50                                                    |
| 23,8                                                     | Mérignies                                                |                                                          | 8 33                                                     | 14 46                                                    | 20 12                                                    | Roost Warendin (arrêt)                                   |                                                          | 6 20                                                     | 12 04                                                    | 17 53                                                    |
| 25,6                                                     | Tourmignies (garage)                                     |                                                          | 8 38                                                     | 14 53                                                    | 20 17                                                    | Auby                                                     |                                                          | 6 24                                                     | 12 08                                                    | 17 58                                                    |
|                                                          | La Treupe (arrêt)                                        |                                                          | 8 41                                                     | 14 56                                                    | 20 20                                                    | Pont de la Deûle                                         | arr                                                      | 6 26                                                     | 12 10                                                    | 18 00                                                    |
|                                                          | Pont à Marcq - Route Nationale (arrêt)                   |                                                          | 8 45                                                     | 14 59                                                    | 20 23                                                    | Pont de la Deûle                                         | dép                                                      | 6 27                                                     | 12 12                                                    | 18 02                                                    |
| 29                                                       | Pont à Marcq                                             |                                                          | 8 49                                                     | 15 02                                                    | 20 26                                                    | DOUAI                                                    |                                                          | 6 33                                                     | 12 18                                                    | 18 08                                                    |
|                                                          | Temps de Trajet                                          |                                                          | 1 49                                                     | 1 39                                                     | 1 38                                                     | Temps de Trajet                                          |                                                          | 1 33                                                     | 1 33                                                     | 1 22                                                     |

## Évènement

### La catastrophe ferroviaire de Thumeries du mardi 17 février 1948
Il s'agit de la collision, au pK 10 vers 17 h 15, au lieu-dit "La corne du bois" près de Thumeries, entre un train de voyageurs qui transportait des ouvriers de l'usine Béghin et se dirigeait vers Douai, et un train de marchandises, venant de Douai, tractant 500 tonnes de charbon pour l'usine Béghin. A cet endroit, la voie est courbe assez prononcée, entre un talus, d'un coté, et d'un bois de l'autre. L'accident fit 22 morts, dont 18 jeunes femmes, et 80 blessés, dont 10 gravement.